# Cunhataí
Cunhataí es un municipio brasileño del Estado de Santa Catarina. Su población estimada al 2022 era de 1 968.
Es un municipio de colonización germánica y está casi todo poblado por brasileños de origen alemán.
El municipio se emancipó el 29 de septiembre de 1995.